# بليك ريتسون
بليك ريتسون (بالإنجليزية: Blake Ritson)‏ هو كاتب سيناريو ومخرج وممثل بريطاني، ولد في 24 فبراير 1978 في لندن في المملكة المتحدة.

## أعمال

### أفلام
- (2008) روك أن رولا[5][6]
- (2014) سيرينا

### مسلسلات
- شياطين دا فينشي

## وصلات خارجية
- بليك ريتسون على موقع IMDb (الإنجليزية)
- بليك ريتسون على موقع ألو سيني (الفرنسية)
- بليك ريتسون على موقع ميوزك برينز (الإنجليزية)
- بليك ريتسون على موقع أول موفي (الإنجليزية)
- بليك ريتسون على موقع قاعدة بيانات الفيلم (الإنجليزية)
- بليك ريتسون على موقع كينوبويسك (الروسية)